# Spitzli
Lo Spitzli è una montagna delle Prealpi di Appenzello e di San Gallo, alta 1 519 m s.l.m.

## Descrizione
La montagna si trova nel comune di Urnäsch, nel Canton Appenzello Esterno. Secondo la legislazione cantonale è considerata area protetta per la flora locale.